# Will Wood
Will Wood es un cantautor, compositor, cineasta, y artista multimedia estadounidense. Conocido por ser el vocalista y miembro de Will Wood and the Tapeworms, el nombre anterior de la banda de Wood.

## Estilo
El estilo de Wood, principalmente guiado por el piano, cambia a menudo de una canción a otra, con influencias de la música Folk, pop, jazz, rock and roll, música latina, electro swing y klezmer. Cuando graba en el estudio o actúa en directo con una banda, le acompañan "The Tapeworms", que desde 2017 incluye a Mike Bottiglieri en la guitarra, Matt Berger en el saxofón alto, Mario Conte en la batería, y Vater Boris en el contrabajo. La banda es conocida por sus actuaciones en directo muy energéticas.
Actualmente Wood actúa principalmente en solitario y sus espectáculos presentan una combinación de música, monólogos y stand up.
Wood ha lanzado cuatro álbumes de estudio: ''Everything Is A Lot'', en 2015; ''Self-Ish'' (estilizado como SELF-iSH), en 2016, ''The Normal Album'' en 2020, y ''In Case I Make It'' (2022).

## Vida personal
Wood ha sido descrito como "recluido" y se niega a usar las redes sociales, con la excepción de Patreon. Es conocido por revelar poco sobre su vida personal y, al principio de su carrera, inventaba ocasionalmente su vida en apariciones en la prensa o en el escenario. Los artículos y las fuentes sobre Wood contienen relatos contradictorios incluso de la información básica sobre su vida personal y profesional,  incluso sin que Wood contribuyese creando una invención ficticia.
Sin embargo, Wood se ha mostrado constantemente abierto sobre sus luchas pasadas con la adicción y las enfermedades mentales, habiendo entrado en recuperación al principio de su carrera y siendo diagnosticado posteriormente con trastorno bipolar. Wood destina parte de sus ingresos a varias organizaciones benéficas relacionadas con la salud mental, entre ellas la Brain and Behavior Research Foundation, y afirma: "He mejorado mucho. Quiero intentar hacer algo para ayudar a otros a conseguirlo".

## Lanzamientos
Wood comenzó a lanzar música bajo el apodo de "Will Wood and the Tapeworms" en 2015. Bajo este nombre lanzó dos álbumes de estudio: Everything is a lot en 2015 y Self-ish en 2016, y el álbum en vivo The Real Will Wood en 2018, que luego sirvió como banda sonora de un falso documental de una película de conciertos del mismo nombre en 2020.
En 2019 inició una campaña de crowdfunding para The Normal Album, que recaudó 27.631 dólares y fue publicado en 2020 bajo su propio nombre, "Will Wood".
En septiembre de 2021, Wood lanzó el single "Sex, Drugs, Rock 'n' Roll", una irónica pero emotiva balada para piano. El sencillo presenta a Wood lamentándose, pero criticando sus luchas con la publicidad y acabando con grabaciones auto insertadas de una multitud abucheando. Fue acompañado por un vídeo musical en el que Wood lanza tomates podridos a una versión cómicamente exagerada de sí mismo antes de romper la cuarta pared para revelarse detrás de la cámara, riéndose de su propio trabajo y pareciendo avergonzado.
En una entrevista sobre el sencillo, Wood explicó: "No estoy diciendo que esta canción sea solo yo diciendo 'la publicidad me está matando', porque por supuesto que no. Lo que digo es que es difícil convertirse en una persona mejor y más sana cuando estás luchando por seguir siendo una persona... 'Will Wood' estaba causando muchos estragos en mi verdadero yo, y necesitaba hacer un reequipamiento serio o mi verdadero yo acabaría asesinado por ese mecanismo de enfrentamiento andante".
Su álbum, In Case I Make It, fue financiado colectivamente en Indiegogo en octubre de 2021. Wood ha descrito la colección de canciones como la más personal hasta la fecha, diciendo en una entrevista: "Siempre he tratado de reinventarme constantemente como artista, creo. Pero esta vez es diferente, porque a falta de una frase menos dramática... me he reinventado como persona. No podría ser más diferente de lo que era hace uno o dos años".  Este próximo álbum iba a titularse originalmente In Case I Die, pero según Wood, cambió su nombre durante el proceso de creación. Lo explicó en un "AMA" (Ask Me Anything, Pregúntame cualquier cosa) en un subreddit creado por un fan, diciendo "... pasé de decirme a mí mismo 'tengo que sacar estas canciones por si me muero porque podría estar condenado', a decir 'si voy a vivir esta vida, necesito expresarme honestamente'". In Case I Make It fue lanzado el 29 de julio de 2022, e incluye canciones como Tomcat Disposables, Cicada Days, The Main Character, etc. La más famosa de ellas siendo The Main Character.
El 19 de agosto de 2022, Wood apareció en el sencillo "Ferryman"del cantautor Shayfer James que luego aparecería en el tercer álbum de estudio de este último Shipwrecked (2023). El 1 de septiembre, Human Zoo lanzó "Wealth & Hellness" con Wood, un sencillo del segundo álbum de estudio del mismo nombre (2022).
El 13 de enero de 2023, Wood lanza el álbum en vivo "IN CASE I DIE" de grabaciones en vivo en 2022. Poco antes de su lanzamiento en una entrada en el blog de V13, Wood iniciaría un "paréntesis indefinido o posiblemente se retiraría de [su] carrera musical".
El 9 de agosto de 2024, Will Wood lanzó una nueva mezcla de El álbum normal (2020) con el productor Kevin Antreassian, además de tres demos. Estos consistieron en grabaciones de 2018 de "I / Me / Myself", "Laplace's Angel" y "Memento Mori", que fueron lanzados el mes anterior como singles.
Will Wood colaboró en muchos proyectos más pequeños desde 2011, como The Stereosexuals, A Verbal Equinox, Strange Thick y Jamface.

## Discografía
| Álbumes de estudio - Everything Is a Lot (2015) - SELF-iSH (2016) - The Normal Album (2020) - In Case I Make It (2022) - IN CASE I DIE: (2023) Álbumes remix - Everything Is a Lot (2020 Remastered Version) (2020) - The New Normal! (The Normal Album 2024 Edit) (2024) Álbumes de banda sonora - The Real Will Wood (Music from the Award-Winning Concert Film) (2020) - Camp Here & There (Original Series Soundtrack) (2021) | Singles - Alma Mater (2020) - Love, Me Normally (2020) - Laplace's Angel (Hurt People? Hurt People!) (2020) - ... Well, Better Than the Alternative (2020) - Mr. Fregoli and the Diathesis-Stress Supermodel, Or: How I Learned to Stop Worrying and Love the Con (An Untitled Track) (2020) - Sex, Drugs, Rock 'n' Roll (2021) - Tomcat Disposables (2022) - Cicada Days (2022) - You Liked This (Okay, Computer!) (2022) - Euthanasia (2022) - White Noise (2022) - Your Body, My Temple (2022) |